# 75 Dywizja Strzelecka (ZSRR)
75 Dywizja Strzelecka (ros. 73-я стрелковая дивизия) – związek taktyczny (dywizja) Armii Czerwonej.
Sformowana w 1927. Jednostka stacjonowała w Ukraińskiej SRR i Białoruskiej SRR.
Gdy nastąpił atak Niemiec na ZSRR, 75 DS stacjonowała w Mozyrzu. Początkowo broniła się pod Małorytą powstrzymując przez kilka dni niemieckie ataki. Poniosła ciężkie straty pod Kijowem, rozwiązana formalnie w grudniu 1941.